# 17917 Cartan
17917 Cartan (1999 GN5) là một tiểu hành tinh vành đai chính được phát hiện ngày 15 tháng 4 năm 1999 bởi P. G. Comba ở Prescott.